# NTTインフラネット
NTTインフラネット株式会社は、NTT（持株会社）グループ・情報通信エンジニアリング分野の内の1社である。

## 概要
NTTグループが保有する、全国約67万kmの管路、約1,000kmの洞道（共同溝含む）、約70万個のマンホール等の地下インフラ設備に関する業務を一元的に実施するとともに、一般市場における社会インフラの充実・高度化を通じ、社会への貢献を推進する目的で1999年に設立。
47都道府県全てに拠点を設け、NTTが全国に保有する情報通信インフラの維持・運用とともに、電線類の地中化事業や他のライフライン企業様との共同施工を通じ、安全で快適な通行空間の確保・路上工事の縮減等、”より住みやすい地域環境づくり”に貢献してきた。
昨今、老朽化が進む社会インフラへの関心がますます高まっており、安心・安全の確保に向けた設備の安全性確認と、的確なメンテナンスの実施が求められており、情報通信インフラをマネジメントすることで培った技術・経験を社会インフラ分野にも活かすことにより「Smart Infra事業」の推進を目指す。

## 沿革
- 1999年（平成11年）1月 - 会社設立
- 2019年（令和元年）
  - 7月 - NTT東日本からNTT（持株会社）へ帰属変更
  - 12月 - NTT空間情報株式会社を子会社化
- 2020年（令和2年）
  - 3月 - アイレック技建株式会社を子会社化
  - 7月 - NTT空間情報株式会社を吸収合併

## エリア事業部
東日本エリアに4事業部（17支店）、西日本エリアに6事業部（30支店）を配置。全国47都道府県に拠点を配置している。
- 北海道事業部 - 札幌市中央区北1条西4丁目2番地4　NTT大通4丁目ビルC棟3F
- 東北事業部 - 仙台市若林区五橋3-2-1　NTT五橋ビル
- 首都圏事業部 - 東京都北区田端新町1-19-10　田端テクノビル
- 関信越事業部 -さいたま市緑区太田窪1-26-24　NTT東日本浦和東ビル
- 東海事業部 - 名古屋市中区錦1-10-20　アーバンネット伏見ビル9F
- 北陸事業部 - 金沢市大手町15-40　NTT大手町ビル
- 関西事業部 - 大阪市北区東天満1-1-19　アーバンエース東天満ビル5F
- 中国事業部 - 広島市南区宇品神田3-12-11　NTT宇品神田ビル
- 四国事業部 - 松山市若草町3-6　NTTコムウェア松山ビル
- 九州事業部 - 福岡市博多区東比恵2-3-7　NTT比恵ビル